# Le Neufbourg
Le Neufbourg è un comune francese di 486 abitanti situato nel dipartimento della Manica nella regione della Normandia.

## Società

### Evoluzione demografica
Abitanti censiti